# White Chalk
White Chalk – ósmy album studyjny w karierze PJ Harvey. Premiera odbyła się 24 września 2007 w Wielkiej Brytanii.
W powstaniu albumu brał udział współpracujący z Polly  John Parish oraz producent Flood. Na płycie pojawiają się także Eric Drew Feldman (Captain Beefheart, The Polyphonic Spree, Pere Uburaz) oraz Jim White (Dirty Three).
Pierwszym promowanym singlem jest czwarty utwór z płyty, zatytułowany When Under Ether.

## Lista utworów
1. „The Devil” – 2:57
2. „Dear Darkness” – 3:10
3. „Grow Grow Grow” – 3:23
4. „When Under Ether” – 2:25
5. „White Chalk” – 3:13
6. „Broken Harp” – 1:58
7. „Silence” – 3:11
8. „To Talk to You” – 4:00
9. „The Piano” – 2:36
10. „Before Departure” – 3:49
11. „The Mountain” – 3:10

## Twórcy
- PJ Harvey – śpiew, fortepian, gitara akustyczna, cytra, gitara basowa, instrumenty klawiszowe, harmonijka ustna, harfa, skrzypce.
- John Parish – bębny, śpiew, gitara basowa, banjo, gitara akustyczna, perkusja, kieliszki do wina.
- Eric Drew Feldman – fortepian, optigan, śpiew, melotron, instrumenty klawiszowe, mini moog.
- Jim White – bębny, perkusja.

oraz
- Nico Brown – concertina w „Before Departure”.
- Andrew Dickson, Bridget Pearse, Martin Brunsden, Nico Brown & Nick Bicât – dodatkowy śpiew w „Before Departure”.